# Rayco Pulido
Rayco Pulido Rodríguez (Telde, Gran Canària, 1978) és un autor de còmic espanyol, conegut pel seu nom de pila Rayco. És germà del també autor de còmic Javier Pulido.

## Biografia
Licenciat en Bellas Arts per la Universitat de Barcelona (2002), va participar en diversos certamens de còmic.
El 2001 va guanyar un accèsit al segon Certamen de Còmic de Canàries i el 2002 fou finalista del Certamen Internacional de Grabat "El Caliu" de Girona.
El 2004 va guanyar el cinquè Certamen de Còmic de Canàries en la modalitat de blanc i negre. El mateix any, també va participar en l'exposició col·lectiva d'escultura de la galeria "La Xina Art" de Barcelona.
El 2005 fou seleccionat per a l'exposició "El còmic a Espanya després de la transisió. 1980-2005", organitzada per l'Institut Cervantes. El següent any, va guanyar el primer premi del concurs organitzat per l'ajuntament de Las Palmas de Gran Canaria.
El 2008 va participar en dues exposicions, "8.1.Distorsiones.Documentos.Naderías y relatos" al museu Centro Atlántico de Arte Moderno de Las Palmas i "Los que mueren son los demás" al Gabinete Literario. També va guanyar un accèsit als premis INJUVE en la modalitat de còmic. Va iniciar així mateix un exercici metelingüístic publicat al cap de tres anys per l'editorial Edicions de Ponent amb el títol Sin título: 2008-2011.
El 2013 va publicar una adaptació al còmic de la novel·la Marianela (1878) de Benito Pérez Galdós, amb el títol deNela.
El 2017 va guanyar el Premi Nacional del Còmic amb Lamia.

## Obres
- 2005 Final Feliz (guió d'Hernán Migoya). (Edicions de Ponent).
- Suburbs dreams, guanyador del 5è Certamen de Comic de Canarias en modalitat blanc i negre.
- 2008 Sordo (amb guió de David Muñoz). (Edicions de Ponent).
- 2008 Catálogo del certamen de cómic injuve. (Ministeri de Traball i Assumptes Socials. Instituto de la Juventud).
- 2011 Sin título: 2008-2011 (Edicions de Ponent).
- 2013 Nela (Astiberri).
- 2013 Panorama: la novela gráfica española hoy (Astiberri).
- 2014 participa a l'antologia Terry editada per Fulgencio Pimentel.
- 2016 Lamia (Astiberri).
- 2018 Sordo (amb guió de David Muñoz) (Astiberri)